# Строцци, Эрколе
Эрколе Строцци (итал. Ercole Strozzi; 2 сентября 1473, Феррара — 6 июня 1508, Феррара) — итальянский поэт эпохи Ренессанса, чьё загадочное убийство было связано с интригами при дворе Лукреции Борджиа и её третьего мужа Альфонсо д’Эсте. Писал латинские элегии, продолжая традиции Понтано и своего отца Тито Веспасиано Строцци, в итальянских произведениях вдохновлялся школой Петрарки.

## Биография
Был сыном известного гуманиста Тито Веспасиано Строцци и двоюродным братом Маттео Боярдо, автора поэмы «Влюблённый Орландо».
Унаследовал за отцом должность феррарского судьи Двенадцати Мудрецов, отказавшись от неё, впрочем, через несколько месяцев. Как отмечали, в стихах превзошёл отца. Его современники записывали его в число лучших поэтов своей эпохи. В литературном отношении был учеником Альда Мануция, а также Альберто Пио да Карпи; был другом Пьетро Бембо, Паоло Джовио и Лудовико Ариосто (возможно, ещё с детства, когда они в 1486—1489 гг. вместе посещали уроки гуманиста Луки Рипа) и конфидентом Лукреции Борджиа. Строцци входил в эскорт, который доставил Лукрецию, ещё невесту, из Рима в Феррару и быстро с ней подружился, став поверенным в её переписке. Именно он познакомил Бембо с Лукрецией, его будущей возлюбленной, а потом, когда они разлучились, стал посредником в их переписке. В 1502 году сопровождал её в поездку в Венецию «за покупками».
От отца ему досталась вилла Остеллато, подаренная Строцци герцогом д’Эсте, которая прежде входила в их охотничьи угодья.
Был хромым и ходил с костылём (lo zopo dei Strozzi — «калека Строцци»), но всеми отмечалось его невероятное обаяние и навык обращения с женщинами. Имел двоих внебрачных детей — Тириницию и Романо (от неизвестных женщин), затем стал любовником Барбары Торелли, уведя её от мужа Эрколе Бентивольо. Она родила ему внебрачного сына Чезаре и дочь Джулию. После смерти её мужа он обвенчался с Барбарой, через 13 дней после свадьбы был убит.

### Убийство
Свадьба состоялась 24 мая 1508 года. Некоторые указывают, что венчание состоялось через два дня после разрешения Барбары от бремени дочерью. Строцци погиб через 13 дней после свадьбы от руки убийцы. Он был найден на углу улиц Виа Савонарола и Праисоло рядом с церковью Святого Франческо в Ферраре перед домом Каза Ромеи (где спустя несколько лет Лукреция Борджиа основала монастырь Сан Бернардино), залитым кровью из-за 22 ударов кинжалом, завернутым в собственный плащ и с вырванными волосами.
Версий убийства выдвигают много:

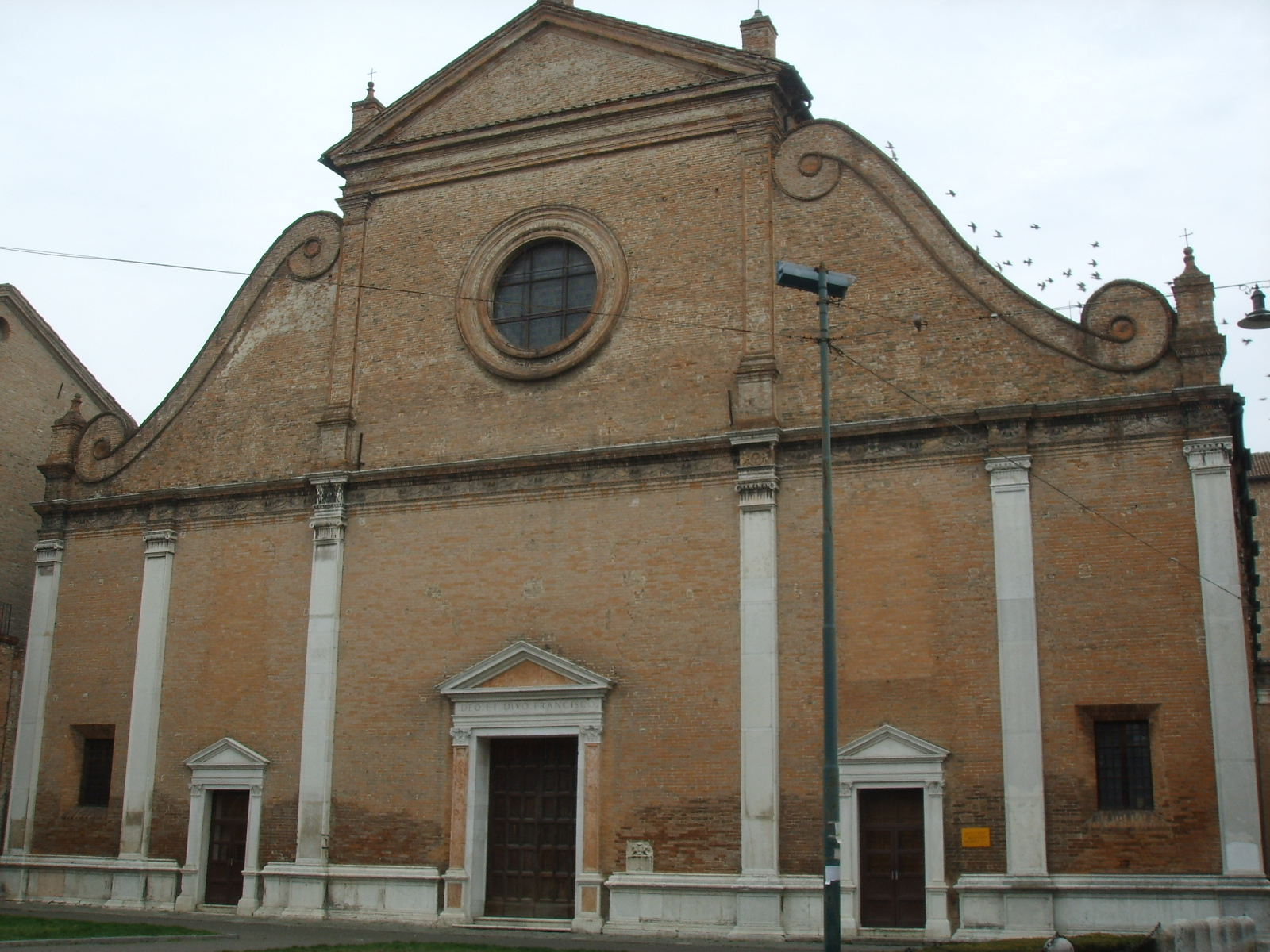
Церковь Святого Франциска, Феррара

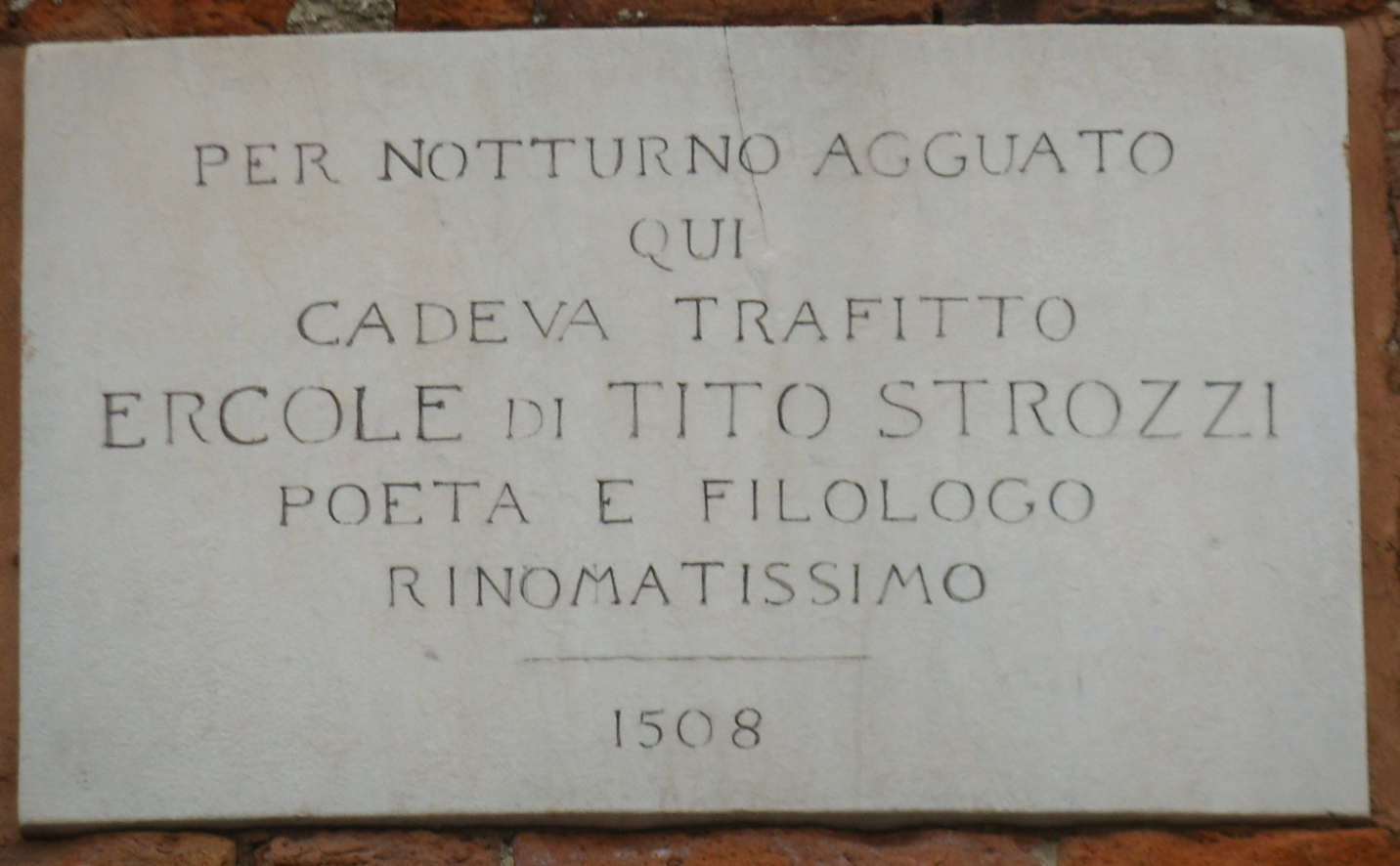
Мемориальная табличка на месте убийства Эрколе

- по приказу Альфонсо д’Эсте, третьего мужа Лукреции Борджиа, ревновавшего её к Строцци (или же бывшим любовником, вариант — отвергнутым поклонником самой Барбары[3]), или же решившему устранить человека, способствовавшего переписке Лукреции с любовниками;
- по приказу Лукреции из ревности к Барбаре или же из её опасений, что он выдаст её переписку с Пьетро Бембо, а затем с Франческо II Гонзага, которой способствовал[4];
- по приказу Джан Галеано Сфорца из Пезаро, женатого на старшей дочери Барбары Строцци и покойного Эрколе Бентивольо, вдобавок, приходившегося последнему племянником. В этом случае непосредственным исполнителем становится Алессандро Пио, сын Элеоноры Бентивольо, сестры Эрколе Бентивольо.
- из-за политической деятельности Эрколе, поскольку налоги, введенные советом 12, были крайне непопулярны.

Вдова Эрколе, Барбара Торелли писала 17 марта 1509 года к Франческо Гонзага, покровителю своей дочери Джулии, что она склоняется к предпоследней из этих гипотез.
Тем не менее, кто бы ни совершил убийство, все признавали, что в любом случае оно совершено с попустительства феррарского герцога, о чём свидетельством стало то, что расследование преступления не проводилось:

«В ярости от счастья, выпавшего Барбаре и от благ, которые достанутся её детям, Эрколе толкнул к мести Джан Галеано Сфорца, мужа одной из его дочерей. Они решили причинить боль Барбаре посредством её возлюбленного. Исполнителем, возможно, был выбран Алессандро Пио, муж Анжелы Борджиа. Он имел связи с Масино дель Форно, шпионом, который незадолго до этого пытался заманить Гонзага в ловушку и вполне мог бы быть автором убийства Строцци. Но нельзя обвинить этого человека, не вытащив на свет при этом специальных услуг, которых он оказывал герцогу д’Эсте. Неизбежным было, что Альфонсо узнал о проекте убийства Строцци. Но он мог только дать одобрение этому плану. Убийство Строцци освобождало его от шпиона, работавшего на маркиза Мантуи и в то же время прерывало — ликвидацией посредника — любовную переписку между Лукрецией и Франческо Гонзага. Несколько лет спустя Паоло Джовио напишет, что было общеизвестно, что судья не захотел узнавать, кто был виноват.»

По указаниям учёных, на мотивы герцога Феррарского могло повлиять и следующее письмо. В письме маркизы Мантуи к Альфонсо д’Эсте, датированным 15 августа 1507 года, Изабелла пишет своему брату, что хотя она верит в благие намерения Эрколе Строцци, она рекомендует Альфонсо не сообщать ему тайны, потому что «зять мессера Эрколе Уберто дельи Уберти, который является величайшим мошенником в этом городе и моим личным врагом, приезжает часто в Феррару шпионить и останавливается у Строцци». Юлий II в 1510 году на аудиенции, данной феррарскому послу Руини, бросил ему в лицо обвинения — впрочем, этот папа воевал с герцогом Альфонсо всю жизнь и страстно его ненавидел.
Великолепная церемония погребения прошла в соборе Феррары. Речь на похоронах Строцци произнёс Челио Калканини (Celio Calcagnini) Как и его отец, Эрколе погребен в церкви Санта Мария дель Вальдо в Ферраре.
Когда через 2 дня после убийства герцог Альфонсо не предпринял ничего для его расследования, Барбара вместе с двумя братьями покойного, Гвидо и Лоренцо, отправилась в Мантую, чтобы попросить Франческо II Гонзаго, мужа Изабеллы д’Эсте, о помощи, который, впрочем, также ничего не предпринял.

## Произведения
Творчество Эрколе Строцци является плодом утончённой придворной культуры.
- Незаконченная поэма его отца, восхваляющая герцога Борсо д’Эсте, также не была доведена до конца Эрколе
- 5 сонетов на итальянском языке, каковой вульгарный язык он использовал, чтобы они были понятны его любимой Барбаре
- «Venatio», поэма Эрколе Строцци, посвященная Лукреции Борджии, описывается вымышленная охота (см. венацио), которую устраивает Карл VIII Французский в честь Чезаре Борджиа в то время, когда большинство христиан готовится к вторжению в Италию. Королю составляют компанию Ипполито д’Эсте, Галеаццо да Сан Северино и Никколо да Корреджио, а также Марулло, Бембо, Тебальдео, Понтано, отца автора — Тито Строцци, Тимтео Бенедетти, Джованни Пико и Джан Франческо Пико, а также молодого Ариосто, который витает в облаках, размышляя о своих эротических элегиях и сокровищах фей.

Pardalus et Tygris, thressa haec, gorynius ille,

Ambo animis cursuque pares, postrema tenebant;

Quos piger extremos, Areoste, emittis, ademptam

Dum tibu Pasiphilen turpu undignaris ab Hemo,

Divisusque alio mentem, committere tristeis

Inremperstivis elegis meditaris amores.

- Скорбное стихотворение Эрколе Строцци о Чезаре Борджа, по мнению исследователей, производящее сегодня комическое впечатление: «Слышится жалобная речь Ромы, связавшей все свои надежды с испанскими папами Каликстом III и Александром VI, а после видевшей в Чезаре провиденциальную личность, история которой пересказывается вплоть до падения в 1503 г. Тогда поэт вопрошает музу, какова в настоящий момент воля богов, и Эрато рассказывает: на Олимпе Паллада приняла сторону испанцев, а Венера итальянцев; обе охватили руками колени Юпитера, после чего тот их поцеловал, ободрил и отговорился тем, что бессилен против судьбы, вытканной Парками, однако божественное обетование будет исполнено ребёнком из дома Эсте-Борджа. Рассказав увлекательную историю обоих родов, Юпитер клятвенно заверяет, что также мало способен наделить Чезаре бессмертием, как некогда, несмотря на величайшие ходатайства, Мемнона или Ахилла. Наконец, в утешение он говорит, что прежде Чезаре ещё погубит немалое количество людей на войне. Тогда Марс отправляется в Неаполь и подготовляет здесь войну и раздоры, Паллада же спешит в Непии является там больному Чезаре в облике Александра VI. После строгих внушений и наставлений относительно того, чтобы смириться и удовольствоваться славой своего имени, папская богиня скрывается с глаз, „как птица“»[9].
- Комедия, поставленная в 1493 году в палаццо Строцци (не сохранилась)
- «Virgo salutiferi genitrix»[10] — текст известного церковного песнопения XVI века композитора Жоскена Депре, как недавно доказано Эдвардом Ловинским, обнаружившим текст в сборнике, было написано Эрколе Строцци и опубликовано в 1513. г.[11]
- Strozzi Poetae Pater et Filius — издание трудов Эрколе и его отца Тито Веспасиано, включавшее Elegie latine, осуществлено в Венеции в 1513 году силами знаменитого издателя Альда Мануция, собственными силами осуществившего редактуру книги, которую он посвятил Лукреции Борджиа, включив в неё свою собственную поэтическую эпитафию, посвященную Эрколе и справку об его убийстве. Второе издание той же книги состоялось в Париже в 1530 г. Simon Colinaeus.

## В произведениях других авторов
- Строцци один из собеседников в диалоге его современника Пьетро Бембо «Рассуждения в прозе о народном языке» (1525).
- Ариосто посвятил ему сонет, написанный по случаю смерти другого поэта, Микеле Марулло
- Сонет «На смерть супруга», традиционно считающийся произведением его вдовы Барбары Торелли, возможно, написан не ею, а более поздним поэтом Джироламо Баруффальди (1675—1755) c целью придания бо́льшей драматичности истории гибели её супруга[12], то есть является результатом фальсификации.
- Латинские эпитафии на смерть Строцци написали Ариосто и Бембо (Carmina XXX).